# キャノン最前線
キャノン最前線は、愛知県に存在したゲームセンターの名称である。1号店は名古屋市昭和区隼人町、2号店は昭和区御器所、3号店は岡崎市にあった。2010年現在ではどれも存在しない。アーケードゲーム専門誌「ゲーメスト」のハイスコア集計登録店だったことや、1980年代～90年代にかけて名古屋市の有名ゲームセンターであった点、またこの店を経営する企業公認のゲームサークルが2つも存在し、そのメンバーだった人物が後にゲームクリエイター・ゲーム関連漫画の作家になるなど、ゲーム文化に影響を与えた。この店舗は不動産業が本業の株式会社大砲観光が経営していた。株式会社大砲観光は現在、不動産業で経営を続けている。

## 外観・内装
いりなか店
- 1号店の「いりなか店」は、中華料理店を改装して作られた。入り口ドアには英国兵士のカッティングシート、入り口両脇に西洋甲冑や大砲のレプリカがディスプレイされ、内装は板張りの床、レンガの間仕切り、空の天井壁紙、及び随所に鏡張りで、店内に窓はない。
- 西洋甲冑や大砲は株式会社大砲観光の社長の趣味である。
- いりなか店は後に隣のビルの2階（3階？）に移転し、規模を縮小した。
- 店内は1階部分と、奥に続く半地下の2層になっており、トイレは最奥部にある。他の店にはなかなか見られないシックな店内装飾と、ディスプレイされたレトロな置物が特徴的だった。

いりなか店（初期店舗）
- バブル期前後の名古屋3大（店舗の大きさという意味でなく）ゲームセンターの一つ。
- 名駅裏イエローハット・星が丘キャロット・いりなか最前線
- すぐ隣に「I・Cマッハ」というゲームセンターが以前より存在し、競合関係にあったが、ビデオゲームブームが到来していた当時、学生街にゲームセンターが2店舗が並ぶという立地は人気を呼び、多くのゲームファンや学生が集まった。最盛期は店内に人があふれ、エアコンが効かなくなるほどであった。
- 「いりなか店」開店後まもなく、店舗を拠点としたゲームサークルが発足し、同じ頃「ゲーメスト」も創刊された。サークルの勧めでキャノン最前線はハイスコア掲載店となった。
- ゲームサークルはこの店舗を全国的に有名にしたが、一方でワンコインで延々粘るゲームプレイから営業の邪魔になることもあった。
- 初期の店番を任されていた初老の社員は、ゲーム中に大声で客に話しかけてくる。その結果、集中力を殺がれよくゲームオーバーになったり、メーカーから新しいゲームの情報をうるさい店内にある電話で聞くため、ゲーム名を間違って告知するなど、名物的な存在であった。
- キャノン最前線のゲーム料金は基本的に50円であった。（例外あり）
- キャノン最前線のゲーム機は、基本的に全てリース機だった。（例外あり）
- 初期のいりなか店の主電源は、家主である隣のI・Cマッハ店内にあり、客が最前線に多く集まる時間帯になると、不思議なことによく電源が落ちた。原因は謎である。
- この頃のキャノン最前線に郷愁を感じ、時期を見て店舗を再現しようと考えている者もいる。

（設置されていた特筆すべきゲーム機など）
- LDゲーム…忍者ハヤテ・タイムギャル・宇宙戦艦ヤマト
- エレメカ …ワギャン・功夫老師
- 専用筐体 …ワイバーンF－0・ガントレット・ダライアス・フルスロットル・ミッドナイトランディング・トップランディング
- 自販機 …50円の紙コップ自販機・ハンバーガー自販機

いりなか店（後期店舗）
- 1990年4月に大人の事情により、すぐ隣のビルに移転することになった。
- このビルは半地下があり、その上にラーメン屋（めんや）、その上にあった大砲観光の事務所を改装したのが移転後の店舗である。つまり実質3階なのだが、半地下があるため表現しづらい。
- 移転前と比べて店舗面積が狭まった上、狭い階段があることから大型の筐体を導入できなくなった。その結果、テーブル及びアップライト筐体だけの店舗となった。
- 1994年頃閉店となった。同時期に100メートルほど離れた場所にゲームセンター「オレンジペコ」が開店。名古屋の新たな大ゲームセンターとなる。

御器所店
- 元焼肉店を改装して、御器所交差点近くに作られた。
- 初期のいりなか店に比べて小さな店舗だった。
- 店舗の看板は「究極タイガー」をモチーフに描かれた、攻撃ヘリの絵が特徴的だった。

岡崎店
- 詳細は不明だが、開店してすぐにボヤを出した。

## 終焉
- 家庭用ゲーム機の高性能化などの原因により、ゲームセンターの経営は以前ほどうまくいかなくなった時流があり、キャノン最前線も閉店することになった。
- 隣のI・Cマッハも、規模を徐々に縮小しながら現在は閉店している。
- 周辺にあった「コインバード」も閉店した。